# Tonya (Japon)

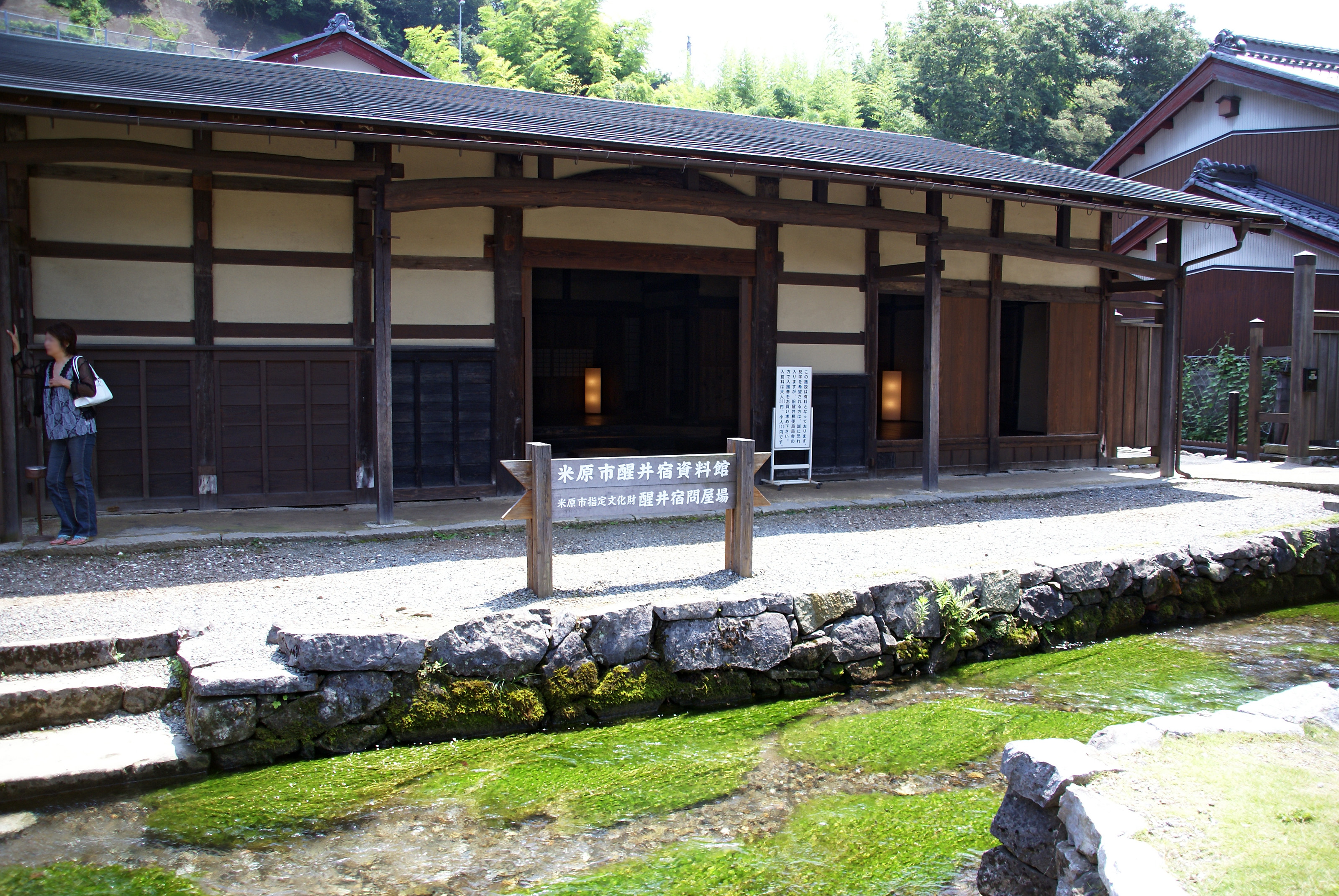
Ancien tonya japonais à présent converti en musée.

Les tonya (問屋), appelés toiya en dehors d'Edo, sont des courtiers commerciaux au Japon, principalement des grossistes, des gestionnaires d'entrepôts et des gestionnaires d'expédition ; le terme s'applique également aux opérateurs eux-mêmes et à leurs magasins ou entrepôts. Apparus dès le XIIe siècle, les tonya finissent par jouer un rôle crucial dans l'économie du Japon de l'époque d'Edo (1603-1867).

## Histoire
La première mention d'un toi-otoko (问 男) peut remonter à 1175, lorsqu'un certain nombre de fonctionnaires de la cour engagent un batelier indépendant pour leur faire descendre la Yodo-gawa. Comme il ne s'agit pas d'un fonctionnaire ou d'un agent de la cour, ni d'un manoir, mais plutôt d'un homme engagé à titre privé, cela représente l'émergence des sortes d'entreprises privées qui domineront l'économie des siècles plus tard.
Les tonya de la période Edo sont un peu différents, agissant essentiellement comme agents indépendants pour des éléments spécifiques du commerce intérieur. Le plus souvent ils sont expéditeurs, mais beaucoup sont des gestionnaires locaux, des intermédiaires, ou entreposeurs. Ils sont embauchés par une entreprise (un marchand, un magasin, etc.) qui opère à partir de l'une des grandes villes pour gérer ou s'occuper des produits de l'entreprise dans une autre partie du pays. Les gros expéditeurs de fret opérant à partir d'Osaka, et transportant des marchandises à Edo, sont au moins 24 en 1700, et un grand nombre de corporations (za) existent qui sont spécialisées dans le traitement de différents types de biens, comme le coton, le sucre, ou le papier.
Il existe en outre des groupes tels que les tonya de Satsuma et ceux du clan Matsumae, spécialisés dans la manutention et le transport des marchandises dans deux des quatre grandes « portes » du Japon vers le monde extérieur. Matsumae, à Hokkaidō, domine le commerce avec les Aïnous et l'empire russe, tandis que le domaine de Satsuma, dans le Kyūshū, contrôle le commerce avec le royaume de Ryūkyū et, par son intermédiaire, le commerce avec la Chine de la dynastie Qing.
Entre les tonya et les nombreux autres types de groupes d'Osaka et d'Edo, y compris les kabunakama, les akuza et les courtiers en riz, les principaux centres urbains commerciaux du Japon sont extrêmement bien organisés et puissants au milieu de l'époque d'Edo. La plupart de ces groupes se dissolvent ou se transforment en quelque chose d'autre à la fin de l'époque d'Edo mais ils jouent un rôle important dans la facilitation de l'émergence du commerce à l'échelle nationale au début du Japon moderne.

## Source de la traduction
- (en) Cet article est partiellement ou en totalité issu de l’article de Wikipédia en anglais intitulé « Tonya (Japan) » (voir la liste des auteurs).